# Сан-Педру-ду-Сул (район)
Сан-Педру-ду-Сул (порт. São Pedro do Sul) — район (фрегезия) в Португалии, входит в округ Визеу. Является составной частью муниципалитета Сан-Педру-ду-Сул. Находится в составе крупной городской агломерации Большое Визеу. По старому административному делению входил в провинцию Бейра-Алта. Входит в экономико-статистический субрегион Дан-Лафойнш, который входит в Центральный регион. Население составляет 4011 человек на 2001 год. Занимает площадь 12,32 км².
Покровителем района считается Апостол Пётр (порт. S. Pedro).